# Harold Irving Ewen
Harold Irving Ewen (* 5. März 1922 in Chicopee, Massachusetts; † 8. Oktober 2015) war ein US-amerikanischer Astrophysiker. Zusammen mit Edward Mills Purcell (1912–1997) arbeitete er am Nachweis der 21-cm-Spektrallinie des Wasserstoffs.
Er graduierte 1943 am Amherst College, um dann an der Harvard University zu studieren. Hier machte er 1948 seinen Master und wollte 1951 seinen Doktor machen. In dieser Zeit traf er Purcell, dieser hatte $500 von der Rumford Stiftung bekommen, um eine Antenne für den Empfang der Wasserstofflinie zu bauen, das Ewen-Purcell-Horn. Damals wussten sie nicht, dass holländische Physiker bereits seit einiger Zeit versuchten, die Strahlung nachzuweisen. Nach etwa einem Jahr im April waren sie sicher, die Frequenz gefunden zu haben. Zur gleichen Zeit befand sich Hendrik Christoffel van de Hulst in Harvard. Da er die 21-cm-Linie theoretisch vorhergesagt hatte, setzten sich Ewen und Purcell mit ihm in Verbindung. Er leitete sie weiter an seinen Kollegen Jan Hendrik Oort, der die Strahlung ebenfalls suchte. Nachdem Ewen Oort die Frequency-Switching-Methode erklärt hatte, konnte die Gruppe um Oort bereits  am 11. Mai die Linie ebenfalls nachweisen.
Die Resultate wurden in der gleichen Ausgabe von Nature veröffentlicht: Ewen and Purcell, Nature v.168, p.356, 1951; und Muller and Oort, Nature v.168, p.357, 1951. Seine Doktorarbeit ist mit ca. 20 Seiten eine der kürzesten aller Zeiten in Harvard. Sein Doktorvater Purcell bekam für diese und andere Entdeckungen den Nobelpreis.
Even und ein Freund aus College-Tagen Geoff Knigh gründeten 1952 die Ewen Knight Corporation, um so Radioteleskope für die Ausbildung in Harvard zu bauen. 1957 wurde Ewen in die American Academy of Arts and Sciences gewählt. 1958 gründete er noch die Ewen Dae Corporation, welche die notwendige elektronische Ausrüstung baut. Im Jahre 1982 verließ er Harvard, um sich seinen Firmen zu widmen.
Von 1989 bis 1992 war er Vizepräsident der Millitech Corporation und ab 1993 bis 2000 zuständig für Spezialprojekte. Ebenfalls von 1992 an war er Präsident von EK Associates und seit 2004 auch Technical Operations Director der Special Projects LLC.

## Auszeichnungen
Harold Ewen bekam 1988 den Beatrice-M.-Tinsley Preis der Amerikanische Astronomischen Gesellschaft. Damit werden besonders innovative Projekte geehrt.